# Casa Pitman
La Casa Pitman está ubicada cerca de la Plaza de Armas de la ciudad de San Luis Potosí, San Luis Potosí, México. El inmueble es la sede de la Secretaría de Turismo del Estado de San Luis Potosí y es catalogado como monumento histórico por el Instituto Nacional de Antropología e Historia (INAH) para su preservación.

## Historia
En 1843 en el sitio que ocupa la actual casa se estableció una casa de negocios bancarios llamada Pitman & Co Banqueros Comisionistas. El inmueble pertenecía a Adelaida Pitman de Espinosa, descendiente de Juan Manuel Pitman, un importante comerciante inglés del siglo XIX. Es un edificio de dos plantas con características decimonónicas. Cuenta con una arquería y dos patios.
Es considerada junto a la Casa de la Virreina, la Casa Museo Manuel José Othón, la Casa Mariano Jiménez y la Casa del Poeta Ramón López Velarde como una de las casas históricas más importantes de la ciudad.